# Lagoão
Lagoão är en kommun i Brasilien.   Den ligger i delstaten Rio Grande do Sul, i den södra delen av landet, 1 600 km söder om huvudstaden Brasília. Antalet invånare är 6 185. Arean är 384 kvadratkilometer.
Terrängen i Lagoão är huvudsakligen kuperad, men norrut är den platt.
I omgivningarna runt Lagoão växer i huvudsak städsegrön lövskog. Runt Lagoão är det glesbefolkat, med 18 invånare per kvadratkilometer.